# Virginiaregementet
Virginiaregementet (Virginia Regiment) var ett infanteriregemente organiserat av kolonin Virginia under det fransk-indianska kriget.

## Tillkomst
Som ett led i Virginias och Ohiokompaniets kamp med Nya Frankrike om kontrollen över Ohiodalen, bemyndigade kolonin Virginias lagstiftande församling i januari 1754 guvernör Robert Dinwiddie att uppställa ett regemente provinstrupper. Ett kompani bildades av de byggmästare och timmermän som Ohiokompaniet 1754 hade anställt för att bygga en skans där Monongahelafloden flyter samman med Alleghenyfloden för att bilda Ohiofloden. Efter överfallet på Jumonville och den åtföljande kapitulationen upplöstes detta regemente hösten 1754. Ett nytt Virginiaregemente uppsattes hösten 1755 med George Washington som chef. Detta regemente blev, till skillnad från de flesta provinstrupper i de Tretton kolonierna, inte upplöst inför varje vinter, utan var kontinuerligt tjänstgörande till dess avveckling 1762. Washington tog dock avsked 1758.

## Rekrytering

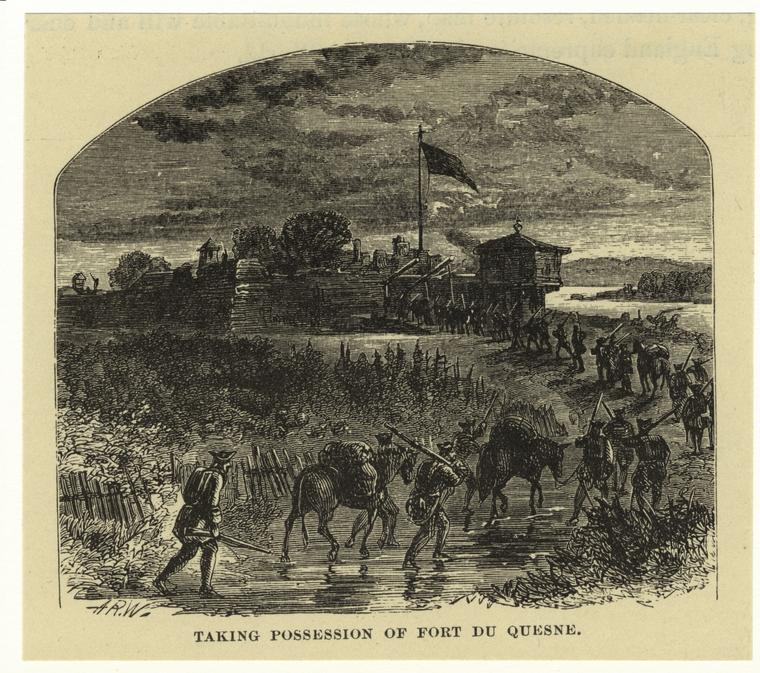
Den brittiska kronans trupper intar det övergivna Fort Duquesne.

När Virginiaregementet först uppsattes rekryterades genom värvning inte bara i Virginia utan även i Maryland och Pennsylvania. George Washington karaktäriserade rekryterna som "lösdrivare helt i avsaknad av hus och hem". Många hade inte ens en rock eller väst att klä sig i. Under kriget tillgrep man utskrivning, som enbart drabbade dem som inte kunde köpa en ersättare eller betala 10 pund i frikallelseavgift. Vita män 16 till 50 år gamla var föremål för utskrivning, men bland köpta ersättare återfanns även soldater av afrikansk och indiansk börd.

## Insatser
Virginiaregementet deltog i den brittiska arméns strider i Ohiodalen under fransk-indianska kriget och medverkade vid erövringen av Fort Duquesne 1758. Det tillhörde även de styrkor som kämpade mot cherokeserna i North Carolina. I övrigt bemannade regementet Virginias försvarskedja av fort och patrullerade indiangränsen.

## Avveckling
Virginiaregementet lades ner när striderna i Ohiodalen var avslutade 1762.

## Uniformering
| Period    | Uniformsfärg | Knappar | Färg på krage, uppslag, foder | Väst | Källor |
| --------- | ------------ | ------- | ----------------------------- | ---- | ------ |
| 1754–1755 | Röd          | Silver  | Röd                           | Röd  | [ 5 ]  |
| 1755–1762 | Blå          | Silver  | Röd                           | Röd  | [ 5 ]  |

## Officerare och officerslöner 1754
- Överste Joseph Fry, 15 shilling per dag och £ 100 i taffelpenningar.
- Överstelöjtnant George Washington, 12 shilling, 6 pence per dag.
- Major Muse, 10 shilling per dag.
- Kapten William Trent, 8 shilling per dag
- Kapten Adam Stephen, likaså.
- Kapten Robert Stobo, likaså.
- Kapten Peter Hogg, likaså.
- Kapten Andrew Lewis, likaså.
- Löjtnant Jacob van Braam, 4 shilling per dag.
- Löjtnant George Mercer, likaså.
- Löjtnant Thomas Wagener, likaså.
- Löjtnant William Polson, likaså.
- Löjtnant John West, Jr., likaså.
- Löjtnant John Savage, likaså.
- Regementsfältskär James Craik, likaså.

Källa: